# DM i landevejscykling 2024 – Linjeløb (damer)
Damernes linjeløb ved DM i landevejscykling 2024 bliver afholdt søndag den 23. juni i Herning. Linjeløbet foregår over 130,8 km.

## Resultater

### Elite
| \| Samlede stilling \| Samlede stilling \| Samlede stilling \| Samlede stilling \| Samlede stilling \| \| Rytter \| Rytter \| Hold \| Tid \| \| \| ---------------- \| ------------------------------- \| -------------------------------- \| ---------------- \| ---------------- \| \| 1. \| Rebecca Koerner \| Uno-X Mobility \| 3t 14' 01" \| \| \| 2. \| Amalie Dideriksen \| Uno-X Mobility \| + 1' 16" \| \| \| 3. \| Emma Norsgaard Bjerg \| Movistar Team \| + 1' 18" \| \| \| 4. \| Christina Bragh Lorenzen \| Interklima ABC Copenhagen \| + 2' 08" \| \| \| 5. \| Julie Nielsen Maribo \| Team Sydbank BACH Advokater \| + 2' 09" \| \| \| 6. \| Alberte Greve \| Lotto Dstny Ladies \| + 2' 12" \| \| \| 7. \| Caroline Kirk Schad \| Interklima ABC Copenhagen \| + 2' 20" \| \| \| 8. \| Amalie Kvist Nybroe \| Interklima ABC Copenhagen \| + 2' 32" \| \| \| 9. \| Laura Auerbach-Lind \| Team Sydbank BACH Advokater \| + 5' 07" \| \| \| 10. \| Julie Leth \| Uno-X Mobility \| + 5' 07" \| \| \| 11. \| Astrid Marie Bjørn Sørensen \| Team Sydbank BACH Advokater \| + 5' 08" \| \| \| 12. \| Ellen Hjøllund Klinge \| Carbonbike Giordana by Gen Z \| + 5' 08" \| \| \| 13. \| Olympia Bianca Norrid-Mortensen \| Team Sydbank BACH Advokater \| + 5' 08" \| \| \| 14. \| Anna Serop \| Team Sydbank BACH Advokater \| + 5' 09" \| \| \| 15. \| Janni Spangsberg \| Varde Cykelklub \| + 5' 09" \| \| \| 16. \| Mikka Holm \| KDM-Pack Cycling Team \| + 5' 09" \| \| \| 17. \| Michelle Hvid Hansen \| Aalborg-Sparekassen Danmark Dame \| + 5' 10" \| \| \| 18. \| Maja Winther Brandt Heisel \| Interklima ABC Copenhagen \| + 5' 10" \| \| \| 19. \| Mie Nordlund Pedersen \| Amager Cykle Ring \| + 5' 10" \| \| \| 20. \| Agnes Bøg \| Interklima ABC Copenhagen \| + 5' 10" \| \| |                                 |                                  |            |
| |                                 |                                  |            |
| Kilde: ProCyclingStats |                                 |                                  |            |
| Samlede stilling |                                 |                                  |            |
| Rytter | Rytter                          | Hold                             | Tid        |
| 1. | Rebecca Koerner                 | Uno-X Mobility                   | 3t 14' 01" |
| 2. | Amalie Dideriksen               | Uno-X Mobility                   | + 1' 16"   |
| 3. | Emma Norsgaard Bjerg            | Movistar Team                    | + 1' 18"   |
| 4. | Christina Bragh Lorenzen        | Interklima ABC Copenhagen        | + 2' 08"   |
| 5. | Julie Nielsen Maribo            | Team Sydbank BACH Advokater      | + 2' 09"   |
| 6. | Alberte Greve                   | Lotto Dstny Ladies               | + 2' 12"   |
| 7. | Caroline Kirk Schad             | Interklima ABC Copenhagen        | + 2' 20"   |
| 8. | Amalie Kvist Nybroe             | Interklima ABC Copenhagen        | + 2' 32"   |
| 9. | Laura Auerbach-Lind             | Team Sydbank BACH Advokater      | + 5' 07"   |
| 10. | Julie Leth                      | Uno-X Mobility                   | + 5' 07"   |
| 11. | Astrid Marie Bjørn Sørensen     | Team Sydbank BACH Advokater      | + 5' 08"   |
| 12. | Ellen Hjøllund Klinge           | Carbonbike Giordana by Gen Z     | + 5' 08"   |
| 13. | Olympia Bianca Norrid-Mortensen | Team Sydbank BACH Advokater      | + 5' 08"   |
| 14. | Anna Serop                      | Team Sydbank BACH Advokater      | + 5' 09"   |
| 15. | Janni Spangsberg                | Varde Cykelklub                  | + 5' 09"   |
| 16. | Mikka Holm                      | KDM-Pack Cycling Team            | + 5' 09"   |
| 17. | Michelle Hvid Hansen            | Aalborg-Sparekassen Danmark Dame | + 5' 10"   |
| 18. | Maja Winther Brandt Heisel      | Interklima ABC Copenhagen        | + 5' 10"   |
| 19. | Mie Nordlund Pedersen           | Amager Cykle Ring                | + 5' 10"   |
| 20. | Agnes Bøg                       | Interklima ABC Copenhagen        | + 5' 10"   |

### U23
| \| Samlede stilling \| Samlede stilling \| Samlede stilling \| Samlede stilling \| Samlede stilling \| \| Rytter \| Rytter \| Hold \| Tid \| \| \| ---------------- \| ------------------------------- \| -------------------------------- \| ---------------- \| ---------------- \| \| 1. \| Alberte Greve \| Lotto Dstny Ladies \| 3t 16' 13" \| \| \| 2. \| Laura Auerbach-Lind \| Team Sydbank BACH Advokater \| + 2' 54" \| \| \| 3. \| Astrid Marie Bjørn Sørensen \| Team Sydbank BACH Advokater \| + 2' 54" \| \| \| 4. \| Olympia Bianca Norrid-Mortensen \| Team Sydbank BACH Advokater \| + 2' 54" \| \| \| 5. \| Mikka Holm \| KDM-Pack Cycling Team \| + 2' 54" \| \| \| 6. \| Emilie Adelheid Olesen \| Team Cycling Ringsted \| + 2' 59" \| \| \| 7. \| Klara Sofie Skovgård Hansen \| Dansk Mountainbike Klub \| + 2' 59" \| \| \| 8. \| Gertrud Riis Madsen \| Aalborg-Sparekassen Danmark Dame \| + 2' 59" \| \| \| 9. \| Mille Troelsen \| KDM-Pack Cycling Team \| + 2' 59" \| \| \| 10. \| Ida Mechlenborg Krum \| Torelli-AppMazed-GSG \| + 2' 59" \| \| \| 11. \| Sofie Carstensen \| Sig Cycling Club Women Elite \| + 2' 59" \| \| \| 12. \| Line Juul Balle \| Aalborg-Sparekassen Danmark Dame \| + 2' 59" \| \| \| 13. \| Clara Westergaard \| Sig Cycling Club Women Elite \| + 3' 07" \| \| |                                 |                                  |            |
| |                                 |                                  |            |
| Kilde: ProCyclingStats |                                 |                                  |            |
| Samlede stilling |                                 |                                  |            |
| Rytter | Rytter                          | Hold                             | Tid        |
| 1. | Alberte Greve                   | Lotto Dstny Ladies               | 3t 16' 13" |
| 2. | Laura Auerbach-Lind             | Team Sydbank BACH Advokater      | + 2' 54"   |
| 3. | Astrid Marie Bjørn Sørensen     | Team Sydbank BACH Advokater      | + 2' 54"   |
| 4. | Olympia Bianca Norrid-Mortensen | Team Sydbank BACH Advokater      | + 2' 54"   |
| 5. | Mikka Holm                      | KDM-Pack Cycling Team            | + 2' 54"   |
| 6. | Emilie Adelheid Olesen          | Team Cycling Ringsted            | + 2' 59"   |
| 7. | Klara Sofie Skovgård Hansen     | Dansk Mountainbike Klub          | + 2' 59"   |
| 8. | Gertrud Riis Madsen             | Aalborg-Sparekassen Danmark Dame | + 2' 59"   |
| 9. | Mille Troelsen                  | KDM-Pack Cycling Team            | + 2' 59"   |
| 10. | Ida Mechlenborg Krum            | Torelli-AppMazed-GSG             | + 2' 59"   |
| 11. | Sofie Carstensen                | Sig Cycling Club Women Elite     | + 2' 59"   |
| 12. | Line Juul Balle                 | Aalborg-Sparekassen Danmark Dame | + 2' 59"   |
| 13. | Clara Westergaard               | Sig Cycling Club Women Elite     | + 3' 07"   |

## Hold og ryttere
| UCI Women's WorldTeams (3)- FDJ-Suez - Movistar Team - Uno-X Mobility UCI Women's Kontinentalhold (3)- Team BridgeLane - Lotto Dstny Ladies - Torelli DCU Elite Teams (5)- Adventure Cycling UNITY - CeramicSpeed Herning CK Elite - Aalborg-Sparekassen Danmark Dame - Interklima ABC Copenhagen - Sydbank BACH Advokater Amatørkvindehold (4)- Carbonbike Giordana by Gen Z - Sig Cycling Club Women Elite - Farto-BTC - KDM-Pack Cycling Team Regional- og klubhold (11)- Arbejdernes Bicycle Club København - Varde Cykelklub - Nørrebro Cykleklub - Roskilde Cykle Ring - Velo Cycling Club - Randers Cykleklub - Amager Cykle Ring - Sig Cycling Club - Holbæk Cykelsport - Dansk Mountainbike Klub - Team Cycling Ringsted |
| |

### Startliste, elite
| Uno-X Mobility UXM | Uno-X Mobility UXM      | Uno-X Mobility UXM |
| ------------------ | ----------------------- | ------------------ |
| Nr.                | Rytter                  | Placering          |
| 1                  | Rebecca Koerner         |                    |
| 2                  | Amalie Dideriksen (DEN) |                    |
| 3                  | Julie Leth (DEN)        |                    |

| FDJ-Suez FST | FDJ-Suez FST                | FDJ-Suez FST |
| ------------ | --------------------------- | ------------ |
| Nr.          | Rytter                      | Placering    |
| 4            | Cecilie Uttrup Ludwig (DEN) |              |

| Movistar Team MOV | Movistar Team MOV    | Movistar Team MOV |
| ----------------- | -------------------- | ----------------- |
| Nr.               | Rytter               | Placering         |
| 5                 | Emma Norsgaard Bjerg |                   |

| Carbonbike Giordana by Gen Z ___ | Carbonbike Giordana by Gen Z ___ | Carbonbike Giordana by Gen Z ___ |
| -------------------------------- | -------------------------------- | -------------------------------- |
| Nr.                              | Rytter                           | Placering                        |
| 6                                | Ellen Hjøllund Klinge            |                                  |

| Farto-BTC ___ | Farto-BTC ___       | Farto-BTC ___ |
| ------------- | ------------------- | ------------- |
| Nr.           | Rytter              | Placering     |
| 7             | Tusnelda Svanholmer |               |

| KDM-Pack Cycling Team ___ | KDM-Pack Cycling Team ___    | KDM-Pack Cycling Team ___ |
| ------------------------- | ---------------------------- | ------------------------- |
| Nr.                       | Rytter                       | Placering                 |
| 8                         | Kirstine Frida Rysbjerg Munk |                           |

| Team BridgeLane TBL | Team BridgeLane TBL | Team BridgeLane TBL |
| ------------------- | ------------------- | ------------------- |
| Nr.                 | Rytter              | Placering           |
| 9                   | Amanda Poulsen      |                     |

| Adventure Cycling UNITY ___ | Adventure Cycling UNITY ___ | Adventure Cycling UNITY ___ |
| --------------------------- | --------------------------- | --------------------------- |
| Nr.                         | Rytter                      | Placering                   |
| 10                          | Trine Holmsgaard            |                             |

| Interklima ABC Copenhagen ___ | Interklima ABC Copenhagen ___ | Interklima ABC Copenhagen ___ |
| ----------------------------- | ----------------------------- | ----------------------------- |
| Nr.                           | Rytter                        | Placering                     |
| 11                            | Amalie Kvist Nybroe           |                               |
| 12                            | Christina Bragh Lorenzen      |                               |
| 13                            | Caroline Kirk Schad           |                               |
| 14                            | Maja Winther Brandt Heisel    |                               |
| 15                            | Johanna Clausen Koerner       |                               |
| 16                            | Kathrine Olivia Madsen        |                               |
| 17                            | Agnes Bøg                     |                               |

| Team Sydbank BACH Advokater ___ | Team Sydbank BACH Advokater ___ | Team Sydbank BACH Advokater ___ |
| ------------------------------- | ------------------------------- | ------------------------------- |
| Nr.                             | Rytter                          | Placering                       |
| 18                              | Anna Serop                      |                                 |
| 19                              | Caroline Geldorf                |                                 |
| 20                              | Marie-Louise Hartz Krogager     |                                 |
| 21                              | Julie Nielsen Maribo            |                                 |

| Aalborg-Sparekassen Danmark Dame ___ | Aalborg-Sparekassen Danmark Dame ___ | Aalborg-Sparekassen Danmark Dame ___ |
| ------------------------------------ | ------------------------------------ | ------------------------------------ |
| Nr.                                  | Rytter                               | Placering                            |
| 22                                   | Anna Damgaard Eriksen                |                                      |
| 23                                   | Frederikke Asfeldt                   |                                      |
| 24                                   | Julie Marckmann Sørensen             |                                      |
| 25                                   | Louise Norman Hansen                 |                                      |
| 26                                   | Maria Tømmerby Thomsen               |                                      |
| 27                                   | Michelle Hvid Hansen                 |                                      |
| 28                                   | Sidsel Møller Hvas                   |                                      |
| 29                                   | Katrine Klinkby Rostbøll             |                                      |

| Sig Cycling Club ___ | Sig Cycling Club ___ | Sig Cycling Club ___ |
| -------------------- | -------------------- | -------------------- |
| Nr.                  | Rytter               | Placering            |
| 30                   | Helene Kjær Pedersen |                      |
| 31                   | Emma Blom            |                      |

| Sig Cycling Club Women Elite ___ | Sig Cycling Club Women Elite ___ | Sig Cycling Club Women Elite ___ |
| -------------------------------- | -------------------------------- | -------------------------------- |
| Nr.                              | Rytter                           | Placering                        |
| 32                               | Elisabeth Weber Højgaard         |                                  |
| 33                               | Aleksandra Jensen                |                                  |
| 34                               | Maria Lysdal                     |                                  |
| 35                               | Frida Amby Møller                |                                  |
| 36                               | Karoline Risager Schmidt         |                                  |

| Arbejdernes Bicycle Club København ___ | Arbejdernes Bicycle Club København ___ | Arbejdernes Bicycle Club København ___ |
| -------------------------------------- | -------------------------------------- | -------------------------------------- |
| Nr.                                    | Rytter                                 | Placering                              |
| 37                                     | Hannah Barfod Christiansen             |                                        |
| 38                                     | Sophie Nielsen Trampe                  |                                        |
| 39                                     | Louise Vig Clausen                     |                                        |
| 40                                     | Anne Holm                              |                                        |

| Torelli-AppMazed-GSG TOR | Torelli-AppMazed-GSG TOR | Torelli-AppMazed-GSG TOR |
| ------------------------ | ------------------------ | ------------------------ |
| Nr.                      | Rytter                   | Placering                |
| 41                       | Amalie Winther Olsen     |                          |

| CeramicSpeed Herning CK Elite ___ | CeramicSpeed Herning CK Elite ___ | CeramicSpeed Herning CK Elite ___ |
| --------------------------------- | --------------------------------- | --------------------------------- |
| Nr.                               | Rytter                            | Placering                         |
| 42                                | Trine Andersen (DEN)              |                                   |

| Nørrebro Cykleklub ___ | Nørrebro Cykleklub ___ | Nørrebro Cykleklub ___ |
| ---------------------- | ---------------------- | ---------------------- |
| Nr.                    | Rytter                 | Placering              |
| 43                     | Julie Abrahamsen       |                        |

| Roskilde Cykle Ring ___ | Roskilde Cykle Ring ___ | Roskilde Cykle Ring ___ |
| ----------------------- | ----------------------- | ----------------------- |
| Nr.                     | Rytter                  | Placering               |
| 44                      | Tabita Hartmann-Hansen  |                         |

| Varde Cykelklub ___ | Varde Cykelklub ___ | Varde Cykelklub ___ |
| ------------------- | ------------------- | ------------------- |
| Nr.                 | Rytter              | Placering           |
| 45                  | Janni Spangsberg    |                     |

| Velo Cycling Club ___ | Velo Cycling Club ___ | Velo Cycling Club ___ |
| --------------------- | --------------------- | --------------------- |
| Nr.                   | Rytter                | Placering             |
| 46                    | Signe Thomsen         |                       |

| Randers Cykleklub ___ | Randers Cykleklub ___ | Randers Cykleklub ___ |
| --------------------- | --------------------- | --------------------- |
| Nr.                   | Rytter                | Placering             |
| 47                    | Line Wasehus Ibsen    |                       |

| Amager Cykle Ring ___ | Amager Cykle Ring ___ | Amager Cykle Ring ___ |
| --------------------- | --------------------- | --------------------- |
| Nr.                   | Rytter                | Placering             |
| 48                    | Mie Nordlund Pedersen |                       |

| Uno-X Mobility UXM | Uno-X Mobility UXM      | Uno-X Mobility UXM |
| ------------------ | ----------------------- | ------------------ |
| Nr.                | Rytter                  | Placering          |
| 1                  | Rebecca Koerner         |                    |
| 2                  | Amalie Dideriksen (DEN) |                    |
| 3                  | Julie Leth (DEN)        |                    |

| FDJ-Suez FST | FDJ-Suez FST                | FDJ-Suez FST |
| ------------ | --------------------------- | ------------ |
| Nr.          | Rytter                      | Placering    |
| 4            | Cecilie Uttrup Ludwig (DEN) |              |

| Movistar Team MOV | Movistar Team MOV    | Movistar Team MOV |
| ----------------- | -------------------- | ----------------- |
| Nr.               | Rytter               | Placering         |
| 5                 | Emma Norsgaard Bjerg |                   |

| Carbonbike Giordana by Gen Z ___ | Carbonbike Giordana by Gen Z ___ | Carbonbike Giordana by Gen Z ___ |
| -------------------------------- | -------------------------------- | -------------------------------- |
| Nr.                              | Rytter                           | Placering                        |
| 6                                | Ellen Hjøllund Klinge            |                                  |

| Farto-BTC ___ | Farto-BTC ___       | Farto-BTC ___ |
| ------------- | ------------------- | ------------- |
| Nr.           | Rytter              | Placering     |
| 7             | Tusnelda Svanholmer |               |

| KDM-Pack Cycling Team ___ | KDM-Pack Cycling Team ___    | KDM-Pack Cycling Team ___ |
| ------------------------- | ---------------------------- | ------------------------- |
| Nr.                       | Rytter                       | Placering                 |
| 8                         | Kirstine Frida Rysbjerg Munk |                           |

| Team BridgeLane TBL | Team BridgeLane TBL | Team BridgeLane TBL |
| ------------------- | ------------------- | ------------------- |
| Nr.                 | Rytter              | Placering           |
| 9                   | Amanda Poulsen      |                     |

| Adventure Cycling UNITY ___ | Adventure Cycling UNITY ___ | Adventure Cycling UNITY ___ |
| --------------------------- | --------------------------- | --------------------------- |
| Nr.                         | Rytter                      | Placering                   |
| 10                          | Trine Holmsgaard            |                             |

| Interklima ABC Copenhagen ___ | Interklima ABC Copenhagen ___ | Interklima ABC Copenhagen ___ |
| ----------------------------- | ----------------------------- | ----------------------------- |
| Nr.                           | Rytter                        | Placering                     |
| 11                            | Amalie Kvist Nybroe           |                               |
| 12                            | Christina Bragh Lorenzen      |                               |
| 13                            | Caroline Kirk Schad           |                               |
| 14                            | Maja Winther Brandt Heisel    |                               |
| 15                            | Johanna Clausen Koerner       |                               |
| 16                            | Kathrine Olivia Madsen        |                               |
| 17                            | Agnes Bøg                     |                               |

| Team Sydbank BACH Advokater ___ | Team Sydbank BACH Advokater ___ | Team Sydbank BACH Advokater ___ |
| ------------------------------- | ------------------------------- | ------------------------------- |
| Nr.                             | Rytter                          | Placering                       |
| 18                              | Anna Serop                      |                                 |
| 19                              | Caroline Geldorf                |                                 |
| 20                              | Marie-Louise Hartz Krogager     |                                 |
| 21                              | Julie Nielsen Maribo            |                                 |

| Aalborg-Sparekassen Danmark Dame ___ | Aalborg-Sparekassen Danmark Dame ___ | Aalborg-Sparekassen Danmark Dame ___ |
| ------------------------------------ | ------------------------------------ | ------------------------------------ |
| Nr.                                  | Rytter                               | Placering                            |
| 22                                   | Anna Damgaard Eriksen                |                                      |
| 23                                   | Frederikke Asfeldt                   |                                      |
| 24                                   | Julie Marckmann Sørensen             |                                      |
| 25                                   | Louise Norman Hansen                 |                                      |
| 26                                   | Maria Tømmerby Thomsen               |                                      |
| 27                                   | Michelle Hvid Hansen                 |                                      |
| 28                                   | Sidsel Møller Hvas                   |                                      |
| 29                                   | Katrine Klinkby Rostbøll             |                                      |

| Sig Cycling Club ___ | Sig Cycling Club ___ | Sig Cycling Club ___ |
| -------------------- | -------------------- | -------------------- |
| Nr.                  | Rytter               | Placering            |
| 30                   | Helene Kjær Pedersen |                      |
| 31                   | Emma Blom            |                      |

| Sig Cycling Club Women Elite ___ | Sig Cycling Club Women Elite ___ | Sig Cycling Club Women Elite ___ |
| -------------------------------- | -------------------------------- | -------------------------------- |
| Nr.                              | Rytter                           | Placering                        |
| 32                               | Elisabeth Weber Højgaard         |                                  |
| 33                               | Aleksandra Jensen                |                                  |
| 34                               | Maria Lysdal                     |                                  |
| 35                               | Frida Amby Møller                |                                  |
| 36                               | Karoline Risager Schmidt         |                                  |

| Arbejdernes Bicycle Club København ___ | Arbejdernes Bicycle Club København ___ | Arbejdernes Bicycle Club København ___ |
| -------------------------------------- | -------------------------------------- | -------------------------------------- |
| Nr.                                    | Rytter                                 | Placering                              |
| 37                                     | Hannah Barfod Christiansen             |                                        |
| 38                                     | Sophie Nielsen Trampe                  |                                        |
| 39                                     | Louise Vig Clausen                     |                                        |
| 40                                     | Anne Holm                              |                                        |

| Torelli-AppMazed-GSG TOR | Torelli-AppMazed-GSG TOR | Torelli-AppMazed-GSG TOR |
| ------------------------ | ------------------------ | ------------------------ |
| Nr.                      | Rytter                   | Placering                |
| 41                       | Amalie Winther Olsen     |                          |

| CeramicSpeed Herning CK Elite ___ | CeramicSpeed Herning CK Elite ___ | CeramicSpeed Herning CK Elite ___ |
| --------------------------------- | --------------------------------- | --------------------------------- |
| Nr.                               | Rytter                            | Placering                         |
| 42                                | Trine Andersen (DEN)              |                                   |

| Nørrebro Cykleklub ___ | Nørrebro Cykleklub ___ | Nørrebro Cykleklub ___ |
| ---------------------- | ---------------------- | ---------------------- |
| Nr.                    | Rytter                 | Placering              |
| 43                     | Julie Abrahamsen       |                        |

| Roskilde Cykle Ring ___ | Roskilde Cykle Ring ___ | Roskilde Cykle Ring ___ |
| ----------------------- | ----------------------- | ----------------------- |
| Nr.                     | Rytter                  | Placering               |
| 44                      | Tabita Hartmann-Hansen  |                         |

| Varde Cykelklub ___ | Varde Cykelklub ___ | Varde Cykelklub ___ |
| ------------------- | ------------------- | ------------------- |
| Nr.                 | Rytter              | Placering           |
| 45                  | Janni Spangsberg    |                     |

| Velo Cycling Club ___ | Velo Cycling Club ___ | Velo Cycling Club ___ |
| --------------------- | --------------------- | --------------------- |
| Nr.                   | Rytter                | Placering             |
| 46                    | Signe Thomsen         |                       |

| Randers Cykleklub ___ | Randers Cykleklub ___ | Randers Cykleklub ___ |
| --------------------- | --------------------- | --------------------- |
| Nr.                   | Rytter                | Placering             |
| 47                    | Line Wasehus Ibsen    |                       |

| Amager Cykle Ring ___ | Amager Cykle Ring ___ | Amager Cykle Ring ___ |
| --------------------- | --------------------- | --------------------- |
| Nr.                   | Rytter                | Placering             |
| 48                    | Mie Nordlund Pedersen |                       |

### Startliste, U23
| Lotto Dstny Ladies LDL | Lotto Dstny Ladies LDL | Lotto Dstny Ladies LDL |
| ---------------------- | ---------------------- | ---------------------- |
| Nr.                    | Rytter                 | Placering              |
| 101                    | Alberte Greve          |                        |

| KDM-Pack Cycling Team ___ | KDM-Pack Cycling Team ___ | KDM-Pack Cycling Team ___ |
| ------------------------- | ------------------------- | ------------------------- |
| Nr.                       | Rytter                    | Placering                 |
| 102                       | Mille Troelsen            |                           |
| 103                       | Mikka Holm                |                           |

| Team Sydbank BACH Advokater ___ | Team Sydbank BACH Advokater ___ | Team Sydbank BACH Advokater ___ |
| ------------------------------- | ------------------------------- | ------------------------------- |
| Nr.                             | Rytter                          | Placering                       |
| 104                             | Olympia Bianca Norrid-Mortensen |                                 |
| 105                             | Astrid Marie Bjørn Sørensen     |                                 |
| 106                             | Laura Auerbach-Lind             |                                 |

| Aalborg-Sparekassen Danmark Dame ___ | Aalborg-Sparekassen Danmark Dame ___ | Aalborg-Sparekassen Danmark Dame ___ |
| ------------------------------------ | ------------------------------------ | ------------------------------------ |
| Nr.                                  | Rytter                               | Placering                            |
| 107                                  | Gertrud Riis Madsen                  |                                      |
| 108                                  | Line Juul Balle                      |                                      |

| Torelli-AppMazed-GSG TOR | Torelli-AppMazed-GSG TOR | Torelli-AppMazed-GSG TOR |
| ------------------------ | ------------------------ | ------------------------ |
| Nr.                      | Rytter                   | Placering                |
| 109                      | Ida Mechlenborg Krum     |                          |

| Sig Cycling Club Women Elite ___ | Sig Cycling Club Women Elite ___ | Sig Cycling Club Women Elite ___ |
| -------------------------------- | -------------------------------- | -------------------------------- |
| Nr.                              | Rytter                           | Placering                        |
| 110                              | Sofie Carstensen                 |                                  |
| 111                              | Clara Westergaard                |                                  |

| Team Cycling Ringsted ___ | Team Cycling Ringsted ___ | Team Cycling Ringsted ___ |
| ------------------------- | ------------------------- | ------------------------- |
| Nr.                       | Rytter                    | Placering                 |
| 112                       | Emilie Adelheid Olesen    |                           |

| Dansk Mountainbike Klub ___ | Dansk Mountainbike Klub ___ | Dansk Mountainbike Klub ___ |
| --------------------------- | --------------------------- | --------------------------- |
| Nr.                         | Rytter                      | Placering                   |
| 113                         | Klara Sofie Skovgård Hansen |                             |

| Holbæk Cykelsport ___ | Holbæk Cykelsport ___   | Holbæk Cykelsport ___ |
| --------------------- | ----------------------- | --------------------- |
| Nr.                   | Rytter                  | Placering             |
| 114                   | Silje Weitze Antvorskov |                       |

| Lotto Dstny Ladies LDL | Lotto Dstny Ladies LDL | Lotto Dstny Ladies LDL |
| ---------------------- | ---------------------- | ---------------------- |
| Nr.                    | Rytter                 | Placering              |
| 101                    | Alberte Greve          |                        |

| KDM-Pack Cycling Team ___ | KDM-Pack Cycling Team ___ | KDM-Pack Cycling Team ___ |
| ------------------------- | ------------------------- | ------------------------- |
| Nr.                       | Rytter                    | Placering                 |
| 102                       | Mille Troelsen            |                           |
| 103                       | Mikka Holm                |                           |

| Team Sydbank BACH Advokater ___ | Team Sydbank BACH Advokater ___ | Team Sydbank BACH Advokater ___ |
| ------------------------------- | ------------------------------- | ------------------------------- |
| Nr.                             | Rytter                          | Placering                       |
| 104                             | Olympia Bianca Norrid-Mortensen |                                 |
| 105                             | Astrid Marie Bjørn Sørensen     |                                 |
| 106                             | Laura Auerbach-Lind             |                                 |

| Aalborg-Sparekassen Danmark Dame ___ | Aalborg-Sparekassen Danmark Dame ___ | Aalborg-Sparekassen Danmark Dame ___ |
| ------------------------------------ | ------------------------------------ | ------------------------------------ |
| Nr.                                  | Rytter                               | Placering                            |
| 107                                  | Gertrud Riis Madsen                  |                                      |
| 108                                  | Line Juul Balle                      |                                      |

| Torelli-AppMazed-GSG TOR | Torelli-AppMazed-GSG TOR | Torelli-AppMazed-GSG TOR |
| ------------------------ | ------------------------ | ------------------------ |
| Nr.                      | Rytter                   | Placering                |
| 109                      | Ida Mechlenborg Krum     |                          |

| Sig Cycling Club Women Elite ___ | Sig Cycling Club Women Elite ___ | Sig Cycling Club Women Elite ___ |
| -------------------------------- | -------------------------------- | -------------------------------- |
| Nr.                              | Rytter                           | Placering                        |
| 110                              | Sofie Carstensen                 |                                  |
| 111                              | Clara Westergaard                |                                  |

| Team Cycling Ringsted ___ | Team Cycling Ringsted ___ | Team Cycling Ringsted ___ |
| ------------------------- | ------------------------- | ------------------------- |
| Nr.                       | Rytter                    | Placering                 |
| 112                       | Emilie Adelheid Olesen    |                           |

| Dansk Mountainbike Klub ___ | Dansk Mountainbike Klub ___ | Dansk Mountainbike Klub ___ |
| --------------------------- | --------------------------- | --------------------------- |
| Nr.                         | Rytter                      | Placering                   |
| 113                         | Klara Sofie Skovgård Hansen |                             |

| Holbæk Cykelsport ___ | Holbæk Cykelsport ___   | Holbæk Cykelsport ___ |
| --------------------- | ----------------------- | --------------------- |
| Nr.                   | Rytter                  | Placering             |
| 114                   | Silje Weitze Antvorskov |                       |